# ヴィゼ島
ヴィゼ島(ヴィゼとう、ロシア語: Остров Визе)またはゼムリャ・ヴィゼ(ロシア語: Земля Визе)は北極海の一部であるカラ海の北部に位置するロシア連邦領の島である。行政上はクラスノヤルスク地方のタイミル・ドルガン＝ネネツ地区に属する。
1930年8月13日に砕氷船「セドフ」のオット・シュミットにより発見された。この島は、海洋学者ウラジミル・ビィゼが、1912年から1914年のゲオルギー・ブルシロフ探検隊の船「聖アンナ」の漂流記録をもとに存在を予言していた。